# Цуманська селищна рада
Цу́манська се́лищна ра́да Цуманської селищної територіальної громади (до 2017 року — Цуманська селищна рада Ківерцівського району Волинської області) — орган місцевого самоврядування Цуманської селищної територіальної громади Волинської області. Розміщення — селище міського типу Цумань.

## Склад ради
Рада складається з 26 депутатів та голови.
Перші вибори депутатів ради громади та сільського голови відбулись 29 жовтня 2017 року. Було обрано 26 депутатів ради; за суб'єктами висування: 10 — УКРОП, 6 — самовисування, 5 — Всеукраїнське об'єднання «Батьківщина», 3 — БПП «Солідарність», по одному — Об'єднання «Самопоміч» та Аграрна партія України.
Головою громади обрали позапартійного самовисуванця Анатолія Дорошука, чинного Цуманського селищного голову.
В раді створені чотири постійні депутатські комісії:
- з питань бюджету, фінансів, планування, розвитку підприємництва, управління комунальною власністю;
- з питань земельних відносин та охорони навколишнього природного середовища та житлово-комунального господарства;
- з питань освіти, культури та туризму, духовності, охорони здоров’я, материнства, у справах сім’ї, молоді та спорту, соціального захисту населення;
- з питань депутатської діяльності та етики, дотримання прав людини, законності та правопорядку.

## Історія
Цуманська селищна рада утворена в 1944 році. До 15 листопада 2017 року — адміністративно-територіальна одиниця в Ківерцівському районі Волинської області з територією 44,415 км² та населенням 6 232 особи (станом на 2001 рік).
Селищній раді підпорядковувались смт Цумань та с. Кадище. Рада складалась з 30 депутатів та голови.

### Керівний склад попередніх скликань
| Прізвище, ім'я, по батькові  | Основні відомості                                                | Дата обрання | Дата звільнення |
| ---------------------------- | ---------------------------------------------------------------- | ------------ | --------------- |
| Кобилан Олександр Васильович | Селищний голова, 1961 року народження, освіта вища, безпартійний | 26.03.2006   | 31.10.2010      |
| Кобилан Олександр Васильович | Селищний голова, 1961 року народження, освіта вища, безпартійний | 31.10.2010   | 25.10.2015      |
| Дорошук Анатолій Васильович  | Селишний голова, 1964 року народження, освіта вища, безпартійний | 25.10.2015   |                 |

Примітка: таблиця складена за даними сайту Верховної Ради України

### Депутати
За результатами місцевих виборів 2010 року депутатами ради стали:

#### За суб'єктами висування
| Суб'єкт висування | Кількість обраних депутатів | %   |
| ----------------- | --------------------------- | --- |
| Самовисування     | 30                          | 100 |

#### За округами
| № округу | Прізвище, ім'я, по батькові       | Дата визнання обраним | Освіта           | Партійна приналежність | Відомості про обраного депутата                               |
| -------- | --------------------------------- | --------------------- | ---------------- | ---------------------- | ------------------------------------------------------------- |
| 1        | Арендарчук Галина Іванівна        | 03.11.2010            | незакінчена вища | позапартійна           | тимчасово не працює                                           |
| 2        | Гончарук Анатолій Філімонович     | 03.11.2010            | вища             | позапартійний          | Цуманська селищна рада, секретар                              |
| 3        | Дуб Анатолій Володимирович        | 03.11.2010            | вища             | позапартійний          | приватний підприємець                                         |
| 4        | Мельник Василь Олександрович      | 03.11.2010            | незакінчена вища | позапартійний          | Цуманська районна лікарня № 2, фельдшер                       |
| 5        | Орловська Олена Віталіївна        | 03.11.2010            | незакінчена вища | позапартійна           | тимчасово не працює                                           |
| 6        | Філюк Наталія Дмитрівна           | 03.11.2010            | середня          | позапартійна           | приватний підприємець                                         |
| 7        | Лященя Леся Федорівна             | 03.11.2010            | незакінчена вища | позапартійна           | Будинок школяра смт Цумань, керівник-організатор              |
| 8        | Мазурик Валентина Сергіївна       | 03.11.2010            | вища             | позапартійна           | Цуманське СТ, комірник                                        |
| 9        | Овчиннікова Ріта Георгіївна       | 03.11.2010            | вища             | позапартійна           | Цуманське відділення «Приватбанку», керівник відділення       |
| 10       | Гуменюк Катерина Петрівна         | 03.11.2010            | незакінчена вища | позапартійна           | дитяча бібліотека смт Цумань, бібліотекар                     |
| 11       | Гуменюк Надія Петрівна            | 03.11.2010            | вища             | позапартійна           | Ківерцівська РДА, провідний спеціаліст                        |
| 12       | Александренко Сергій Геннадійович | 03.11.2010            | незакінчена вища | позапартійний          | приватний підприємець                                         |
| 13       | Попик Людмила Прокопівна          | 03.11.2010            | незакінчена вища | член Народної партії   | Цуманський рибгосп, директор                                  |
| 14       | Гербрант Валентина Федорівна      | 03.11.2010            | незакінчена вища | позапартійна           | Цуманське СТ, інспектор по кадрах                             |
| 15       | Бедикайло Сергій Олексійович      | 03.11.2010            | середня          | позапартійний          | приватний підприємець                                         |
| 16       | Ховайло Оксана Володимирівна      | 03.11.2010            | незакінчена вища | позапартійна           | приватний підприємець                                         |
| 17       | Арендарчук Сергій Григорович      | 03.11.2010            | незакінчена вища | позапартійний          | Цуманський ДЛГ, директор                                      |
| 18       | Новосад Катерина Григорівна       | 03.11.2010            | незакінчена вища | позапартійна           | дошкільний навчальний заклад смт Цумань, завідувачка          |
| 19       | Піддубна Валентина Миколаївна     | 03.11.2010            | вища             | позапартійна           | Цуманська селищна рада, бухгалтер                             |
| 20       | Боровицький Олександр Миколайович | 03.11.2010            | вища             | позапартійний          | Цуманський ДЛГ, інженер                                       |
| 21       | Денисюк Ніна Петрівна             | 03.11.2010            | незакінчена вища | позапартійна           | пенсіонер                                                     |
| 22       | Арендарчук Олена Андріївна        | 03.11.2010            | середня          | позапартійна           | тимчасово не працює                                           |
| 23       | Арендарчук Валентина Пилипівна    | 03.11.2010            | незакінчена вища | позапартійна           | Цуманська районна лікарня № 2, головний бухгалтер             |
| 24       | Черенко Людмила Констянтинівна    | 03.11.2010            | вища             | позапартійна           | пенсіонер                                                     |
| 25       | Мельник Іван Сергійови            | 03.11.2010            | вища             | позапартійний          | тимчасово не працює                                           |
| 26       | Котик Олексій Миколайович         | 03.11.2010            | вища             | позапартійний          | тимчасово не працює                                           |
| 27       | Бутеєць Ніна Іванівна             | 03.11.2010            | вища             | позапартійна           | ПП Укрліссервіс, бухгалтер                                    |
| 28       | Купич Світлана Василівна          | 03.11.2010            | середня          | позапартійна           | пенсіонер                                                     |
| 29       | Тарасюк Валентина Дмитрівна       | 03.11.2010            | вища             | позапартійна           | м. Рівне Інститут водного господарства, викладач              |
| 30       | Лопало Юрій Антонович             | 03.11.2010            | вища             | позапартійний          | м. Рівне Дирекція залізничних перевезень, черговий по станції |